# Taiji (sistema de satélites)
Taiji é um projeto de sistema de satélites chineses, com previsão de lançamento em 2033, para estudar de ondulações no espaço-tempo causadas por ondas gravitacionais. O projeto consiste de um triângulo de três naves espaciais em órbita ao redor do Sol, que enviam raios laser entre si. As naves espaciais do projeto Taiji estariam separadas por 3 milhões de quilômetros, dando ao detector acesso a diferentes frequências. O projeto Taiji irá incluir dois planos alternativos. Um deles é dar uma quota de 20 por cento do projeto eLISA da Agência Espacial Europeia; o outro é lançar próprios satélites da China até 2033 para autenticar o projeto da ASE.